# Anneyron
Anneyron là một xã thuộc tỉnh Drôme trong vùng Auvergne-Rhône-Alpes đông nam nước Pháp. Xã Anneyron nằm ở khu vực có độ cao trung bình 210 mét trên mực nước biển.